# Callochromis melanostigma
Callochromis melanostigma es una especie de peces de la familia Cichlidae en el orden Perciformes.

## Morfología
Los machos pueden llegar alcanzar los 15 cm de longitud total.

## Alimentación
Come invertebrados.

## Hábitat
Es una especie de clima tropical entre 24 °C-26 °C de temperatura.

## Distribución geográfica
Se encuentran en África: lago Tanganika.